# ۹۳۷ (قمری)
۹۳۷ (قمری)، نهصد و سی و هفتمین سال در گاهشماری هجری قمری است. اول محرم این سال برابر با چهارم سپتامبر سال ۱۵۳۰ میلادی است.